# Denní svítilny

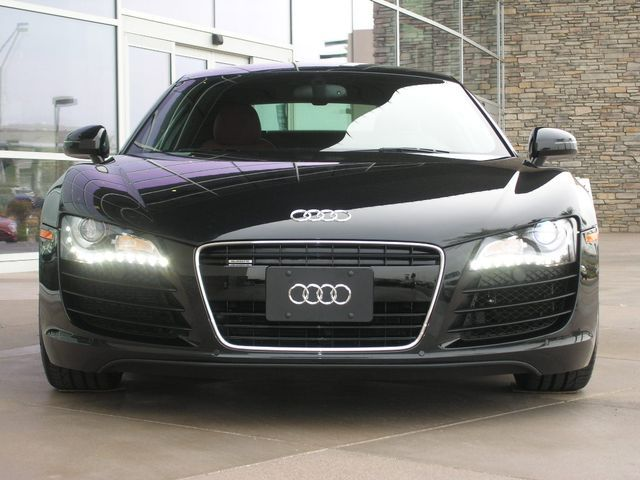
Denní svítilny Audi R8

Denní svítilny jsou automobilová světla, určená pro zvýraznění vozidla během jízdy.

## Historie
Historicky první používání denních svítilen se datuje do 90. let do USA. Denní svítilny nevytvářejí na rozdíl od potkávacích světel světelný kužel, ale rozptýlené světlo, které během dne dostatečně zdůrazňuje vozidlo v provozu a je pro lidské oko snesitelnější a příjemnější. Další podstatnou výhodou je nižší energetická náročnost. Navíc denní svítilny se zdrojem tvořeným LED diodami používá hlavně Audi v hlavních světlometech a nově i Škoda Octavia RS, Fabia RS. Denní svítilny lze dokoupit a namontovat i na starší vozy. Dodatečně namontované denní svítilny musí být homologovány a jejich umístění se řídí přesnými pravidly.

## Technologie
Denní svítilny se samy rozsvěcují po nastartování, při jejich činnosti nesvítí na voze nic jiného, ani koncová světla. Při rozsvícení obrysových a potkávacích světel denní svítilny automaticky zhasínají. V USA jsou jako denní svítilny užívány i přední ukazatelé směru, které svítí nepřerušovaně, při odbočování zhasnou a bliká pouze příslušný ukazatel směru.